# 188 Dywizja Strzelecka (ZSRR)
188 Dywizja Strzelecka (ros. 188-я стрелковая дивизия) – związek taktyczny (dywizja) Armii Czerwonej.
Sformowana w 1941, jeszcze przed niemiecką agresją na ZSRR. Broniła Leningradu, walczyła na Ukrainie, forsowała Dniepr. Wojnę zakończyła w Bułgarii.